# Изотопы плутония
Изото́пы плутония — разновидности атомов (и ядер) химического элемента плутония, имеющие разное содержание нейтронов в ядре. Плутоний не имеет стабильных изотопов. Следы плутония-244 были обнаружены в природе. Самым долгоживущим изотопом является 244Pu с периодом полураспада 80 млн лет.
Из изотопов плутония на данный момент известно о существовании его 20 нуклидов с массовыми числами 228—247. Только 4 из них нашли своё применение. Свойства изотопов имеют некоторую характерную особенность, по которой можно судить об их дальнейшем изучении — чётные изотопы имеют бо́льшие периоды полураспада, чем нечётные (однако данное предположение относится только к менее важным его нуклидам).
Министерство энергетики США делит смеси плутония на три вида:
1. оружейный плутоний (содержащий не менее 94 % изотопа 239Pu)
2. топливный плутоний (от 7 до 18 % 240Pu) и
3. реакторный плутоний (содержание 240Pu более 18 %)

Термин «сверхчистый плутоний» используется для описания смеси изотопов плутония, в которых содержатся 2—3 процента 240Pu.
Всего два изотопа этого элемента (239Pu и 241Pu) являются более способными к ядерному делению, нежели остальные; более того, это единственные изотопы, которые подвергаются ядерному делению при действии тепловых нейтронов. Среди продуктов взрыва термоядерных бомб обнаружены также 247Рu и 255Рu, периоды полураспада которых несоизмеримо малы.

## Таблица изотопов плутония
| Символ нуклида | Z(p)                | N(n)                | Масса изотопа (а. е. м.) | Период полураспада (T1/2) | Канал распада    | Продукт распада | Спин и чётность ядра | Распространённость изотопа в природе |
| Символ нуклида | Энергия возбуждения | Энергия возбуждения | Энергия возбуждения      | Период полураспада (T1/2) | Канал распада    | Продукт распада | Спин и чётность ядра | Распространённость изотопа в природе |
| -------------- | ------------------- | ------------------- | ------------------------ | ------------------------- | ---------------- | --------------- | -------------------- | ------------------------------------ |
| 227Pu          | 94                  | 133                 |                          | 0,78 с                    |                  |                 |                      |                                      |
| 228Pu          | 94                  | 134                 | 228,03874(3)             | 1,1(+20−5) с              | α (99,9%)        | 224U            | 0+                   |                                      |
| 228Pu          | 94                  | 134                 | 228,03874(3)             | 1,1(+20−5) с              | β+ (0,1%)        | 228Np           | 0+                   |                                      |
| 229Pu          | 94                  | 135                 | 229,04015(6)             | 120(50) с                 | α                | 225U            | 3/2+#                |                                      |
| 230Pu          | 94                  | 136                 | 230,039650(16)           | 1,70(17)мин               | α                | 226U            | 0+                   |                                      |
| 230Pu          | 94                  | 136                 | 230,039650(16)           | 1,70(17)мин               | β+ (редко)       | 230Np           | 0+                   |                                      |
| 231Pu          | 94                  | 137                 | 231,041101(28)           | 8,6(5)мин                 | β+               | 231Np           | 3/2+#                |                                      |
| 231Pu          | 94                  | 137                 | 231,041101(28)           | 8,6(5)мин                 | α (редко)        | 227U            | 3/2+#                |                                      |
| 232Pu          | 94                  | 138                 | 232,041187(19)           | 33,7(5)мин                | ЭЗ (89%)         | 232Np           | 0+                   |                                      |
| 232Pu          | 94                  | 138                 | 232,041187(19)           | 33,7(5)мин                | α (11%)          | 228U            | 0+                   |                                      |
| 233Pu          | 94                  | 139                 | 233,04300(5)             | 20,9(4)мин                | β+ (99,88%)      | 233Np           | 5/2+#                |                                      |
| 233Pu          | 94                  | 139                 | 233,04300(5)             | 20,9(4)мин                | α (0,12%)        | 229U            | 5/2+#                |                                      |
| 234Pu          | 94                  | 140                 | 234,043317(7)            | 8,8(1) ч                  | ЭЗ (94%)         | 234Np           | 0+                   |                                      |
| 234Pu          | 94                  | 140                 | 234,043317(7)            | 8,8(1) ч                  | α (6%)           | 230U            | 0+                   |                                      |
| 235Pu          | 94                  | 141                 | 235,045286(22)           | 25,3(5)мин                | β+ (99,99%)      | 235Np           | (5/2+)               |                                      |
| 235Pu          | 94                  | 141                 | 235,045286(22)           | 25,3(5)мин                | α (0,0027%)      | 231U            | (5/2+)               |                                      |
| 236Pu          | 94                  | 142                 | 236,0460580(24)          | 2,858(8) года             | α                | 232U            | 0+                   |                                      |
| 236Pu          | 94                  | 142                 | 236,0460580(24)          | 2,858(8) года             | СД (1,37⋅10−7%)  | (разные)        | 0+                   |                                      |
| 236Pu          | 94                  | 142                 | 236,0460580(24)          | 2,858(8) года             | КР (2⋅10−12%)    | 208Pb 28Mg      | 0+                   |                                      |
| 236Pu          | 94                  | 142                 | 236,0460580(24)          | 2,858(8) года             | β+β+ (редко)     | 236U            | 0+                   |                                      |
| 237Pu          | 94                  | 143                 | 237,0484097(24)          | 45,2(1) сут               | ЭЗ               | 237Np           | 7/2−                 |                                      |
| 237Pu          | 94                  | 143                 | 237,0484097(24)          | 45,2(1) сут               | α (0,0042%)      | 233U            | 7/2−                 |                                      |
| 237m1Pu        | 145,544(10)2 кэВ    | 145,544(10)2 кэВ    | 145,544(10)2 кэВ         | 180(20) мс                | ИП               | 237Pu           | 1/2+                 |                                      |
| 237m2Pu        | 2900(250) кэВ       | 2900(250) кэВ       | 2900(250) кэВ            | 1,1(1) мкс                |                  |                 |                      |                                      |
| 238Pu          | 94                  | 144                 | 238,0495599(20)          | 87,7(1) лет               | α                | 234U            | 0+                   |                                      |
| 238Pu          | 94                  | 144                 | 238,0495599(20)          | 87,7(1) лет               | СД (1,9⋅10−7%)   | (разные)        | 0+                   |                                      |
| 238Pu          | 94                  | 144                 | 238,0495599(20)          | 87,7(1) лет               | КР (1,4⋅10−14%)  | 206Hg 32Si      | 0+                   |                                      |
| 238Pu          | 94                  | 144                 | 238,0495599(20)          | 87,7(1) лет               | КР (6⋅10−15%)    | 180Yb 30Mg 28Mg | 0+                   |                                      |
| 239Pu          | 94                  | 145                 | 239,0521634(20)          | 2,411(3)⋅104 лет          | α                | 235U            | 1/2+                 |                                      |
| 239Pu          | 94                  | 145                 | 239,0521634(20)          | 2,411(3)⋅104 лет          | СД (3,1⋅10−10%)  | (разные)        | 1/2+                 |                                      |
| 239m1Pu        | 391,584(3) кэВ      | 391,584(3) кэВ      | 391,584(3) кэВ           | 193(4)нс                  |                  |                 | 7/2−                 |                                      |
| 239m2Pu        | 3100(200) кэВ       | 3100(200) кэВ       | 3100(200) кэВ            | 7,5(10) мкс               |                  |                 | (5/2+)               |                                      |
| 240Pu          | 94                  | 146                 | 240,0538135(20)          | 6,561(7)⋅103 лет          | α                | 236U            | 0+                   |                                      |
| 240Pu          | 94                  | 146                 | 240,0538135(20)          | 6,561(7)⋅103 лет          | СД (5,7⋅10−6%)   | (разные)        | 0+                   |                                      |
| 240Pu          | 94                  | 146                 | 240,0538135(20)          | 6,561(7)⋅103 лет          | КР (1,3⋅10−13%)  | 206Hg 34Si      | 0+                   |                                      |
| 241Pu          | 94                  | 147                 | 241,0568515(20)          | 14,290(6) лет             | β− (99,99%)      | 241Am           | 5/2+                 |                                      |
| 241Pu          | 94                  | 147                 | 241,0568515(20)          | 14,290(6) лет             | α (0,00245%)     | 237U            | 5/2+                 |                                      |
| 241Pu          | 94                  | 147                 | 241,0568515(20)          | 14,290(6) лет             | СД (2,4⋅10−14%)  | (разные)        | 5/2+                 |                                      |
| 241m1Pu        | 161,6(1) кэВ        | 161,6(1) кэВ        | 161,6(1) кэВ             | 0,88(5) мкс               |                  |                 | 1/2+                 |                                      |
| 241m2Pu        | 2200(200) кэВ       | 2200(200) кэВ       | 2200(200) кэВ            | 21(3) мкс                 |                  |                 |                      |                                      |
| 242Pu          | 94                  | 148                 | 242,0587426(20)          | 3,75(2)⋅105 лет           | α                | 238U            | 0+                   |                                      |
| 242Pu          | 94                  | 148                 | 242,0587426(20)          | 3,75(2)⋅105 лет           | СД (5,5⋅10−4%)   | (разные)        | 0+                   |                                      |
| 243Pu          | 94                  | 149                 | 243,062003(3)            | 4,956(3) ч                | β−               | 243Am           | 7/2+                 |                                      |
| 243mPu         | 383,6(4) кэВ        | 383,6(4) кэВ        | 383,6(4) кэВ             | 330(30)нс                 |                  |                 | (1/2+)               |                                      |
| 244Pu          | 94                  | 150                 | 244,064204(5)            | 8,00(9)⋅107 лет           | α (99,88%)       | 240U            | 0+                   |                                      |
| 244Pu          | 94                  | 150                 | 244,064204(5)            | 8,00(9)⋅107 лет           | СД (0,123%)      | (разные)        | 0+                   |                                      |
| 244Pu          | 94                  | 150                 | 244,064204(5)            | 8,00(9)⋅107 лет           | β−β− (7,3⋅10−9%) | 244Cm           | 0+                   |                                      |
| 245Pu          | 94                  | 151                 | 245,067747(15)           | 10,5(1) ч                 | β−               | 245Am           | (9/2−)               |                                      |
| 246Pu          | 94                  | 152                 | 246,070205(16)           | 10,84(2) сут              | β−               | 246mAm          | 0+                   |                                      |
| 247Pu          | 94                  | 153                 | 247,07407(32)#           | 2,27(23) сут              | β−               | 247Am           | 1/2+#                |                                      |

### Пояснения к таблице
- Индексами 'm', 'n', 'p' (рядом с символом) обозначены возбужденные изомерные состояния нуклида.

- Символами, выделенными жирным шрифтом, обозначены стабильные продукты распада. Символами, выделенными жирным курсивом, обозначены радиоактивные продукты распада, имеющие периоды полураспада, сравнимые с возрастом Земли или превосходящие его и вследствие этого присутствующие в природной смеси.

- Значения, помеченные решёткой (#), получены не из одних лишь экспериментальных данных, а (хотя бы частично) оценены из систематических трендов у соседних нуклидов (с такими же соотношениями Z и N). Неуверенно определённые значения спина и/или чётности заключены в скобки.

- Погрешность приводится в виде числа в скобках, выраженного в единицах последней значащей цифры, означает одно стандартное отклонение (за исключением распространённости и стандартной атомной массы изотопа по данным ИЮПАК, для которых используется более сложное определение погрешности). Примеры: 29770,6(5) означает 29770,6 ± 0,5; 21,48(15) означает 21,48 ± 0,15; −2200,2(18) означает −2200,2 ± 1,8.

## Изотопы и синтез

Методы экстракции плутония и урана.

Известны около 20 изотопов плутония, все они радиоактивны. Наиболее долгоживущие изотопы — плутоний-244, с периодом полураспада 80,8 млн лет; плутоний-242 — 372 300 лет; плутоний-239 — 24 110 лет, плутоний-240 — 6560 лет, плутоний-238 — 87 лет, плутоний-241 — 14 лет. Все остальные изотопы имеют период полураспада меньше 3 лет. Этот элемент имеет 8 метастабильных состояний, периоды полураспада этих изомеров не превышают 1 с.
Массовое число известных изотопов элемента варьируется от 228 до 247. Все они испытывают один или несколько типов радиоактивного распада:
- электронный захват (и, при достаточной энергии, позитронный бета-распад) с образованием изотопов нептуния;
- бета-минус-распад с образованием изотопов америция;
- альфа-распад с образованием изотопов урана;
- спонтанное деление с образованием широкого спектра дочерних изотопов элементов из средней части периодической таблицы, многие из которых β−-активны.

Основным каналом распада наиболее лёгких изотопов плутония (с 228 по 231) является альфа-распад, хотя канал электронного захвата для них также открыт. Основным каналом распада лёгких изотопов плутония (с 232 по 235 включительно) является электронный захват, с ним конкурирует альфа-распад. Основными каналами радиоактивного распада изотопов с массовыми числами между 236 и 244 (кроме 237, 241 и 243) являются альфа-распад и (с меньшей вероятностью) спонтанное деление. Основным каналом распада изотопов плутония, массовые числа которых превосходят 244 (а также 243Pu и 241Pu), является бета-минус-распад в изотопы америция (95 протонов). Плутоний-241 является членом «вымершего» радиоактивного ряда нептуния.
Бета-стабильными (то есть испытывающими лишь распады с изменением массового числа) являются изотопы с массовыми числами 236, 238, 239, 240, 242, 244.

## Синтез плутония
Плутоний в промышленных масштабах получается двумя путями:
1. облучением урана (см. реакцию ниже), содержащегося в ядерных реакторах;
2. облучением в реакторах трансурановых элементов, выделенных из отработанного топлива.

После облучения в обоих случаях выполняется отделение химическими способами плутония от урана, трансурановых элементов и продуктов деления.

### Плутоний-238
Плутоний-238, использующийся в радиоизотопных генераторах энергии, лабораторно может синтезироваться в обменной (d, 2n)-реакции на уране-238:
{\displaystyle \mathrm {^{238}_{\ 92}U\ +\ _{1}^{2}D\ \longrightarrow \ _{\ 93}^{238}Np\ +\ 2\ _{0}^{1}n~;\quad _{\ 93}^{238}Np\ {\xrightarrow[{2.117\ d}]{\beta ^{-}}}\ _{\ 94}^{238}Pu} }
В данном процессе дейтрон попадает в ядро урана-238, в результате чего образуется нептуний-238 и два нейтрона. Далее нептуний-238 испытывает бета-минус-распад в плутоний-238. Именно в этой реакции был впервые получен плутоний (1941, Сиборг). Однако она неэкономична. В промышленности плутоний-238 получают двумя путями:
- выделением из облучённого ядерного топлива (в смеси с другими изотопами плутония, разделение которых очень дорого), поэтому чистый плутоний-238 таким методом не нарабатывается
- с помощью нейтронного облучения в реакторах нептуния-237.

Цена одного килограмма плутония-238 составляет примерно 1 млн долларов США.

### Плутоний-239
Плутоний-239, делящийся изотоп, используемый в ядерном оружии и в ядерной энергетике, промышленно синтезируется в ядерных реакторах (в том числе в энергетических как побочный продукт) с помощью следующей реакции при участии ядер урана и нейтронов с помощью бета-минус-распада и с участием изотопов нептуния как промежуточного продукта распада:
{\displaystyle \mathrm {^{238}_{\ 92}U\ +\ _{0}^{1}n\ {\xrightarrow {\gamma }}\ _{\ 92}^{239}U\ {\xrightarrow[{23.5\ min}]{\beta ^{-}}}\ _{\ 93}^{239}Np\ {\xrightarrow[{2.3565\ d}]{\beta ^{-}}}\ _{\ 94}^{239}Pu} }
Нейтроны, излучаемые при делении урана-235, захватываются ураном-238 с образованием урана-239; затем через цепочку двух β−-распадов образуются нептуний-239 и далее плутоний-239. Сотрудники засекреченной британской группы Tube Alloys, которые занимались изучением плутония во время Второй мировой войны, предсказали существование данной реакции в 1940 г.

### Тяжёлые изотопы плутония

Ядерные циклы, позволяющие получать более тяжёлые изотопы плутония.

Более тяжёлые изотопы нарабатываются в реакторах из 239Pu по цепочке последовательных нейтронных захватов, каждый из которых увеличивает массовое число нуклида на единицу.

## Свойства некоторых изотопов
Изотопы плутония претерпевают радиоактивный распад, вследствие которого выделяется тепловая энергия. Разные изотопы излучают разное количество тепла. Тепловыделение обычно записывается в пересчёте на Вт/кг или мВт/кг. В случаях, когда плутоний присутствует в больших количествах и нет теплоотвода, тепловая энергия может расплавить содержащий плутоний материал.
Все изотопы плутония способны к ядерному делению (при воздействии нейтрона) и излучают γ-частицы.
| Выделение тепла изотопами плутония | Выделение тепла изотопами плутония | Выделение тепла изотопами плутония | Выделение тепла изотопами плутония | Выделение тепла изотопами плутония    | Выделение тепла изотопами плутония |
| ---------------------------------- | ---------------------------------- | ---------------------------------- | ---------------------------------- | ------------------------------------- | --- |
| Изотоп                             | Тип распада                        | Период полураспада (в годах)       | Тепловыделение (Вт/кг)             | Спонтанное деление нейтроны (1/(г·с)) | Комментарий |
| 238Pu                              | альфа в 234U                       | 87,74                              | 560                                | 2600                                  | Очень высокая температура распада. Даже в небольших количествах может привести к саморазогреву. Используется в РТГ.                   |
| 239Pu                              | альфа в 235U                       | 24100                              | 1,9                                | 0,022                                 | Основной ядерный продукт. |
| 240Pu                              | альфа в 236U, спонтанное деление   | 6560                               | 6,8                                | 910                                   | Является основной примесью в плутонии-239. Высокий показатель спонтанного деления не позволяет использовать в ядерной промышленности. |
| 241Pu                              | бета в 241Am                       | 14,4                               | 4,2                                | 0,049                                 | Распадается до америция-241; его накопление представляет угрозу для полученных образцов.                                              |
| 242Pu                              | альфа в 238U                       | 376000                             | 0,1                                | 1700                                  | — |

| Критические массы некоторых изотопов актиноидов | Критические массы некоторых изотопов актиноидов | Критические массы некоторых изотопов актиноидов | Критические массы некоторых изотопов актиноидов |
| ----------------------------------------------- | ----------------------------------------------- | ----------------------------------------------- | ----------------------------------------------- |
| Нуклид                                          | Критическая масса, кг                           | Диаметр, см                                     | Источник                                        |
| Уран-233                                        | 15                                              | 11                                              | [ 18 ]                                          |
| Уран-235                                        | 52                                              | 17                                              | [ 18 ]                                          |
| Нептуний-236                                    | 7                                               | 8,7                                             | [ 19 ]                                          |
| Нептуний-237                                    | 60                                              | 18                                              | [ 20 ]                                          |
| Плутоний-238                                    | 9,04—10,07                                      | 9,5—9,9                                         | [ 21 ]                                          |
| Плутоний-239                                    | 10                                              | 9,9                                             | [ 18 ] [ 21 ]                                   |
| Плутоний-240                                    | 40                                              | 15                                              | [ 18 ]                                          |
| Плутоний-241                                    | 12                                              | 10,5                                            | [ 22 ]                                          |
| Плутоний-242                                    | 75—100                                          | 19—21                                           | [ 22 ]                                          |

Плутоний-236 был найден в плутониевой фракции, полученной из природного урана, при измерении радиоизлучения которой наблюдался пробег α-частиц, равный 4,35 см (что соответствует 5,75 МэВ). Было установлено, что данная группа относилась к изотопу 236Pu, образующемуся благодаря реакции 235U(α,3n)236Pu. Позднее было обнаружено, что возможны такие реакции, как: 237Np(a, p4n)236Pu; 237Np(α,5n)236Am → (ЭЗ) 236Pu. В настоящее время его получают благодаря взаимодействию дейтрона с ядром урана-235. Изотоп образуется благодаря α-излучателю 240
96Cm (T½ 27 сут) и β-излучателя 236
93Np (T½ 22 ч). Плутоний-236 является альфа-излучателем, способным к спонтанному делению. Скорость самопроизвольного деления составляет 5,8⋅107 делений на 1 г/ч, что соответствует периоду полураспада для этого процесса — 3,5⋅109 лет.
Плутоний-238 имеет интенсивность самопроизвольного деления 1,1⋅106 делений/(с·кг), что в 2,6 раза больше 240Pu, и очень высокую тепловую мощность: 567 Вт/кг. Изотоп обладает очень сильным альфа-излучением (при воздействии на него нейтронов), которое в 283 раза сильнее 239Pu, что делает его более серьёзным источником нейтронов при реакции α → n. Содержание плутония-238 редко когда превышает 1 % от общего состава плутония, однако излучение нейтронов и нагрев делают его очень неудобным для обращения. Его удельная радиоактивность составляет 17,1 Ки/г.
Плутоний-239 имеет большие сечения рассеивания и поглощения, чем уран, и большее число нейтронов в расчёте на одно деление, и меньшую критическую массу, которая составляет 10 кг в альфа-фазе. При ядерном распаде плутония-239 посредством воздействия на него нейтронами этот нуклид распадается на два осколка (примерно равные между собой более лёгкие атомы), выделяя примерно 200 МэВ энергии. Это приблизительно в 50 млн раз больше выделяемой при горении энергии (C+O2 → CO2↑). «Сгорая» в ядерном реакторе, изотоп выделяет 2⋅107 ккал. Чистый 239Pu имеет среднюю величину испускания нейтронов от спонтанного деления примерно 30 нейтронов/с·кг (примерно 10 делений в секунду на килограмм). Тепловая мощность составляет 1,92 Вт/кг (для сравнения: теплота обмена веществ у взрослого человека составляет меньшую тепловую мощность), что делает его тёплым на ощупь. Удельная активность равна 61,5 мКи/г.
Плутоний-240 является основным изотопом, загрязняющим оружейный 239Pu. Уровень его содержания главным образом важен из-за интенсивности спонтанного деления, которая составляет 415 000 делений/с·кг, но испускается примерно 1⋅106 нейтронов/(с·кг), так как каждое деление рождает приблизительно 2,2 нейтрона, что примерно в 30 000 раз больше, чем у 239Pu. Тепловой выход больше, чем у плутония-239 и составляет 7,1 Вт/кг, что обостряет проблему перегрева. Удельная активность равна 227 мКи/г.
Плутоний-241 имеет низкий нейтронный фон и умеренную тепловую мощность и потому непосредственно не влияет на удобство применения плутония (Тепловая мощность равна 3,4 Вт/кг). Однако он с периодом полураспада 14 лет превращается в америций-241, который плохо делится и обладает большой тепловой мощностью, ухудшая качество оружейного плутония. Таким образом, плутоний-241 влияет на старение оружейного плутония. Удельная активность — 106 Ки/г.
Интенсивность испускания нейтронов плутония-242 составляет 840 000 делений/(с·кг) (вдвое выше 240Pu), плохо подвержен ядерному делению. При заметной концентрации серьёзно увеличивает требуемую критическую массу и нейтронный фон. Имея большую продолжительность жизни и маленькое сечение захвата, нуклид накапливается в переработанном реакторном топливе. Удельная активность составляет 4 мКи/г.